# Schönburg
Schönburg è un comune tedesco di 1 070 abitanti situato nel land della Sassonia-Anhalt.